# Красный Яр (аэродром)
«Красный Яр» — спортивный аэродром вблизи одноимённого села Самарской области, в 36 км северо-восточнее города Самара, на 1046 км автодороги Москва — Уфа — Челябинск.
На аэродроме базируется  авиационно-спортивный клуб Михаила Еманова (самолёты Кора, А-33, Л-6). Аэродром способен принимать самолёты массой до 7 т, вертолёты массой до 10 т в светлое время суток в простых метеоусловиях.
Лётное поле имеет форму прямоугольника, вытянутого с северо-востока на юго-запад, размерами 220х1600 м. Поверхность аэродрома ровная, почва суглинистая с травяным покровом, дёрн непрочный. Используется круглый год. При выпадении осадков 10-12 мм, грунтовые ВПП и РД к эксплуатации не
пригодны.